# ヘレナ・ボナム＝カーター
ヘレナ・ボナム＝カーター（Helena Bonham Carter, CBE、1966年5月26日 - ）は、イギリスの女優。

## 来歴

### 生い立ち
ロンドン郊外のゴールダース・グリーン出身。兄が2人いる。父親のレイモンド・ボナム＝カーターは銀行頭取、母親のエレーナ（旧姓カジェホン）は心理療法士。母親のエレーナの父親は、スペイン外交官のEduardo Propper de Callejónで、母親はFould家の一員の女男爵Hélène Fould-Springerである。大叔父は映画監督のアンソニー・アスキス、曾祖父は第一次世界大戦開戦時のイギリス首相のオックスフォード＝アスキス伯爵のハーバート・ヘンリー・アスキス。母方からスペイン人とユダヤ人の血を引いている。ウェストミンスター・スクールで学んだ後、ケンブリッジ大学に合格していたが、女優としてのキャリアを考え入学を辞退した。

### キャリア
1983年にテレビ映画でデビュー。1985年公開の『レディ・ジェーン/愛と運命のふたり』、翌年公開の『眺めのいい部屋』で国際的に注目を集める。
コスチューム・プレイ作品の出演が多いことから「コルセット・クィーン」や「イングリッシュ・ローズ」という愛称を付けられたが、本人は、そのような堅苦しいエドワード7世時代のイメージで語られることを嫌っているという。
1997年公開『鳩の翼』でロサンゼルス映画批評家協会賞主演女優賞を受賞、アカデミー主演女優賞にもノミネートされた。
2005年に第18回東京国際映画祭コンペティション部門に出品された『女たちとの会話』（劇場公開題『カンバセーションズ』）にて最優秀主演女優賞を受賞した。
2007年公開の『ハリー・ポッターと不死鳥の騎士団』から、当初予定されていたヘレン・マックロリー（妊娠したため辞退）に代わってベラトリックス・レストレンジ役を演じた。また、同年公開の『スウィーニー・トッド フリート街の悪魔の理髪師』などでゴールデングローブ賞 主演女優賞（ミュージカル・コメディ部門） にノミネートされた。
2010年公開の『英国王のスピーチ』ではジョージ6世の王妃エリザベス・ボーズ＝ライアンを演じ､英国アカデミー賞助演女優賞を受賞し､さらにアカデミー助演女優賞にもノミネートされた。
2012年、イギリス王室より大英帝国勲章の第3位にあたるCBEを受章した。

### 私生活
過去に映画『フランケンシュタイン』で共演した映画監督ケネス・ブラナーと交際していた時期があった。
映画監督ティム・バートンと、結婚はしなかったもののロンドンで暮らし､2003年10月4日に長男ビリー・レイ・バートンを､2007年12月15日長女ネル・バートンを出産。バートンと交際し始めてから､コスチューム・プレイ（衣装劇・時代劇）への出演が激減し､バートン作品の常連となる。バートン作品では特殊メイクが多いため、「ティムはまたあなたに特殊メイクをさせるの？」と実母が憤慨したが、本人はバートンの才能を尊敬しており意に介していない。二人は2014年に破局を発表した。
フランス語が得意で、全編フランス語の映画（『恋人たちのポートレート』）に出演したこともある。

## フィルモグラフィ

### 映画
| 年   | 題名                                                                                         | 役名                             | 備考 | 日本語吹替                                                           |
| ---- | -------------------------------------------------------------------------------------------- | -------------------------------- | --- | -------------------------------------------------------------------- |
| 1983 | A Pattern of Roses                                                                           | ネティ・ベリンジャー             | 日本未公開 |                                                                      |
| 1984 | MIAMI VICE                                                                                   | テレサ・ライオンズ               | 日本未公開 |                                                                      |
| 1985 | 眺めのいい部屋 A Room with a View                                                            | ルーシー・ハニーチャーチ         | |                                                                      |
| 1985 | レディ・ジェーン/愛と運命のふたり Lady Jane                                                  | レディ・ジェーン・グレイ         | VHSスルー |                                                                      |
| 1987 | モーリス Maurice                                                                             | クリケットの試合の夫人           | カメオ出演 | 久川綾（テレビ東京版）                                               |
| 1987 | A Hazard of Hearts                                                                           | セレナ・スタヴァーリー           | 日本未公開 |                                                                      |
| 1988 | ラ・マスケラ La Maschera                                                                     | イリス                           | |                                                                      |
| 1988 | ザ・ビジョン/衛星テレビの陰謀 The Vison                                                      | ジョー・マリナー                 | テレビ映画 |                                                                      |
| 1988 | Six Minutes with Ludwig                                                                      | スター                           | |                                                                      |
| 1989 | フランチェスコ Francesco                                                                     | アッシジのキアラ                 | |                                                                      |
| 1989 | Getting It Right                                                                             | ミネレバ・マンディ嬢             | |                                                                      |
| 1989 | Arms and the Man                                                                             | ライナ・ペトコフ                 | |                                                                      |
| 1990 | ハムレット Hamlet                                                                            | オフィーリア                     | 吉利麻里 |                                                                      |
| 1990 | The Early Life of Beatrix Potter                                                             | ビアトリクス・ポッター           | |                                                                      |
| 1991 | 天使も許さぬ恋ゆえに Where Angels Fear to Tread                                              | キャロライン・アボット           | VHSスルー |                                                                      |
| 1992 | ハワーズ・エンド Howards End                                                                 | ヘレン・シュレーゲル             | 英国アカデミー賞 助演女優賞ノミネート | 勝生真沙子                                                           |
| 1992 | ABSOLUTELY FABULOUS                                                                          | ドリーム・サフラン               | |                                                                      |
| 1993 | Dancing Queen                                                                                | パンドラ ジュリー                | テレビ映画 |                                                                      |
| 1994 | フランケンシュタイン Mary Shelley's Frankenstein                                             | エリザベス・フランケンシュタイン | | 勝生真沙子（ソフト版） 日野由利加（テレビ朝日版）                    |
| 1994 | 暗殺調書 Fatal Deception: Mrs. Lee Harvey Oswald                                             | マリナ・オズワルド               | テレビ映画 ゴールデングローブ賞主演女優賞(ミニシリーズ・テレビ映画部門)ノミネート                                                            |                                                                      |
| 1994 | A Dark-Adapted Eye                                                                           | フェイス・セヴァン               | テレビ映画 |                                                                      |
| 1994 | Butter                                                                                       | ドロシー                         | |                                                                      |
| 1995 | 誘惑のアフロディーテ Mighty Aphrodite                                                        | アマンダ・ウェインリブ           | |                                                                      |
| 1995 | 死の愛撫 Margaret's Museum                                                                   | マーガレット・マクニール         | |                                                                      |
| 1995 | Jeremy Hardy Gives Good Sex                                                                  | 本人                             | 声の出演 |                                                                      |
| 1996 | 十二夜 Twelfth Night: Or What You Will                                                       | オリヴィア                       | | 児玉孝子                                                             |
| 1996 | 恋人たちのポートレート Portraits chinois                                                     | エイダ                           | |                                                                      |
| 1996 | THE GREATEST WAR AND THE SHAPING OF THE 20TH CENTURY                                         | ベラ・ブリテン                   | |                                                                      |
| 1997 | The Petticoat Expeditions                                                                    | ナレーター                       | |                                                                      |
| 1997 | Keep the Aspidistra Flying                                                                   | ローズマリー                     | |                                                                      |
| 1997 | 鳩の翼 The Wings of the Dove                                                                 | ケイト・クロイ                   | アカデミー主演女優賞ノミネート ゴールデングローブ賞 主演女優賞（ドラマ部門）ノミネート 英国アカデミー賞 主演女優賞ノミネート                 | 日野由利加                                                           |
| 1998 | エクスカリバー 聖剣伝説 Merlin                                                               | モーガン・ル・フェイ             | テレビ映画 エミー賞助演女優賞(ミニシリーズ・テレビ映画部門)ノミネート ゴールデングローブ賞助演女優賞(ミニシリーズ・テレビ映画部門)ノミネート |                                                                      |
| 1998 | The Revengers' Comedies (US title:Sweet Revenge)                                             | カレン・ナイトリー               | |                                                                      |
| 1998 | ヴァージン・フライト The Theory of Flight                                                    | ジェーン・ザットチャード         | 深見梨加 |                                                                      |
| 1999 | ファイト・クラブ Fight Club                                                                  | マーラ・シンガー                 | 高乃麗（ソフト版） 勝生真沙子（フジテレビ版）                                                                                                |                                                                      |
| 1999 | Women Talking Dirty                                                                          | コーラ                           | |                                                                      |
| 1999 | The Nearly Complete and Utter History of Everything                                          | リリー                           | |                                                                      |
| 2000 | Carnivale                                                                                    | ミリー                           | 声の出演 |                                                                      |
| 2001 | PLANET OF THE APES/猿の惑星 Planet of the Apes                                               | アリ                             | | 唐沢潤（ソフト版） 田中敦子（日本テレビ版） 日野由利加（機内上映版） |
| 2001 | ノボケイン/局部麻酔の罠 Novocaine                                                            | スーザン・アイヴィー             | 湯屋敦子 |                                                                      |
| 2001 | Football                                                                                     | マム                             | |                                                                      |
| 2002 | The Heart of Me                                                                              | ディナ                           | |                                                                      |
| 2002 | ライブ・フロム・バグダッド 湾岸戦争最前線 Live From Baghdad                                  | イングリッド・フォーマネク       | テレビ映画 エミー賞主演女優賞(ミニシリーズ・テレビ映画部門)ノミネート ゴールデングローブ賞主演女優賞(ニシリーズ・テレビ映画部門)ノミネート   | 児玉孝子                                                             |
| 2002 | 記憶のはばたき Till Human Voices Wake Us                                                     | ルビー                           | |                                                                      |
| 2003 | ビッグ・フィッシュ Big Fish                                                                  | ジェニファー・ヒル 魔女          | 佐藤しのぶ（ソフト版） |                                                                      |
| 2003 | キング・オブ・ファイヤー Henry VIII                                                          | アン・ブーリン                   | テレビ映画 | 不明                                                                 |
| 2004 | レモニー・スニケットの世にも不幸せな物語 A Series of Unfortunate Events                      | ベアトリス・ボードレール         | カメオ出演（クレジット表記なし） | 不明                                                                 |
| 2005 | カンバセーションズ Conversations with Other Women                                            | 女性                             | 映画祭タイトル『女たちとの会話』 第18回東京国際映画祭最優秀女優賞受賞                                                                        | 深見梨加                                                             |
| 2005 | Magnificent 7                                                                                | マギー・ジャクソン               | |                                                                      |
| 2005 | ウォレスとグルミット 野菜畑で大ピンチ! Wallace & Gromit: The Curse of the Were-Rabbit        | トッティントン夫人               | 声の出演 | 飯島直子                                                             |
| 2005 | ティム・バートンのコープスブライド Tim Burton's Corpse Bride                                 | コープスブライド                 | | 山像かおり                                                           |
| 2005 | チャーリーとチョコレート工場 Charlie and the Chocolate Factory                               | バケット夫人                     | 山像かおり（ソフト版） 渡辺美佐（日本テレビ版）                                                                                              |                                                                      |
| 2006 | くたばれ!イングランド Sixty Six                                                              | エステル・ルーベンス             | 日本ではビデオ化なし |                                                                      |
| 2007 | ハリー・ポッターと不死鳥の騎士団 Harry Potter and the Order of the Phoenix                   | ベラトリックス・レストレンジ     | | 高乃麗                                                               |
| 2007 | スウィーニー・トッド フリート街の悪魔の理髪師 Sweeney Todd: The Demon Barber of Fleet Street | ミセス・ラヴェット               | ゴールデングローブ賞 主演女優賞（ミュージカル・コメディ部門）ノミネート                                                                      |                                                                      |
| 2009 | ハリー・ポッターと謎のプリンス Harry Potter and the Half-Blood Prince                        | ベラトリックス・レストレンジ     | | 高乃麗                                                               |
| 2009 | ターミネーター4 Terminator Salvation                                                         | セレーナ・コーガン               | 坪井木の実 |                                                                      |
| 2009 | Enid                                                                                         | イーニッド・ブライトン           | テレビ映画 |                                                                      |
| 2009 | The Gruffalo                                                                                 | ナレーター                       | テレビ映画 |                                                                      |
| 2010 | アリス・イン・ワンダーランド Alice in Wonderland                                             | 赤の女王                         | | 朴璐美（劇場公開版） 島田彩夏（フジテレビ版）                        |
| 2010 | ハリー・ポッターと死の秘宝 PART1 Harry Potter and the Deathly Hallows - Part 1               | ベラトリックス・レストレンジ     | 高乃麗 |                                                                      |
| 2010 | 英国王のスピーチ The King's Speech                                                           | エリザベス・ボーズ＝ライアン     | アカデミー助演女優賞ノミネート ゴールデングローブ賞 助演女優賞ノミネート 英国アカデミー賞 助演女優賞受賞                                     | 佐々木優子                                                           |
| 2010 | トースト Toast                                                                               | ジョーン・ポッター               | |                                                                      |
| 2011 | ハリー・ポッターと死の秘宝 PART2 Harry Potter and the Deathly Hallows - Part 2               | ベラトリックス・レストレンジ     | 高乃麗 |                                                                      |
| 2012 | ダーク・シャドウ Dark Shadows                                                                | ジュリア・ホフマン博士           | 高乃麗 |                                                                      |
| 2012 | 大いなる遺産 Great Expectations                                                              | ミス・ハヴィシャム               | 日本劇場未公開 WOWOWで放映 |                                                                      |
| 2012 | レ・ミゼラブル Les Misérables                                                                | テナルディエ夫人                 | | （吹き替え版なし）                                                   |
| 2012 | A Therapy                                                                                    | 患者                             | |                                                                      |
| 2013 | ローン・レンジャー The Lone Ranger                                                           | レッド・ハリントン               | 朴璐美 |                                                                      |
| 2013 | 天才スピヴェット The Young and Prodigious T.S. Spivet                                        | クレア博士                       | 佐々木優子 |                                                                      |
| 2013 | Burton and Tylor                                                                             | エリザベス・テイラー             | |                                                                      |
| 2014 | MI5：世界を敵にしたスパイ Salting the battlefield                                            | マーゴット・ティレル             | |                                                                      |
| 2014 | MI5：灼熱のコンスパイラシー Turks and Caicos                                                 | マーゴット・ティレル             | |                                                                      |
| 2015 | シンデレラ Cinderella                                                                        | フェアリー・ゴッドマザー         | 朴璐美 |                                                                      |
| 2015 | Codes of Conduct                                                                             | エスター・カウフマン             | |                                                                      |
| 2015 | 未来を花束にして Suffragette                                                                 | イーディス・エリン               | |                                                                      |
| 2016 | アリス・イン・ワンダーランド/時間の旅 Alice Through the Looking Glass                        | 赤の女王                         | 朴璐美 |                                                                      |
| 2016 | Love Nina                                                                                    | ジョージ                         | |                                                                      |
| 2017 | 権利への階段 55 Steps                                                                        | エレノア・リース                 | |                                                                      |
| 2018 | オーシャンズ8 Ocean's Eight                                                                  | ローズ・ワイル                   | 高乃麗 |                                                                      |
| 2019 | ダーククリスタル: エイジ・オブ・レジスタンス The Dark Crystal: Age of Resistance             | オルモードラ                     | Netflix人形劇シリーズの声 | くわばらあきら                                                       |
| 2020 | エノーラ・ホームズの事件簿 Enola Holmes                                                      | ユードリア・ホームズ             | | 高乃麗                                                               |
| 2022 | エノーラ・ホームズの事件簿2 Enola Holmes 2                                                   | ユードリア・ホームズ             | | 高乃麗                                                               |
| 2023 | ONE LIFE 奇跡が繋いだ6000の命 One Life                                                       | バベット・ウィントン             | |                                                                      |

### テレビシリーズ
| 公開年    | 題名                                | 役名                     | 備考         | 日本語吹替 |
| --------- | ----------------------------------- | ------------------------ | ------------ | ---------- |
| 1987      | 特捜刑事マイアミ・バイス Miami Vice | テレサ・リオン           | 2エピソード  |            |
| 1987      | Screen Two                          | Jo Marriner              | 1エピソード  |            |
| 1991      | Jackanory                           | Reader                   | 5エピソード  |            |
| 2019-2020 | ザ・クラウン The Crown              | プリンセス・マーガレット | 18エピソード | 浅野まゆみ |
| 2023      | NOLLY ソープオペラの女王 Nolly      | ノエル・ゴードン         | ミニシリーズ | 朴璐美     |

## 日本語吹き替え
主に担当しているのは、以下の二人である。
高乃麗
『ファイト・クラブ』（ソフト版）で初担当。『ハリー・ポッターと不死鳥の騎士団』のベラトリックス・レストレンジ役を演じて以降は大半の作品で担当しており、「ヘレナ女史の声でおなじみ」と評されるほどに定着している。
高乃自身もずっとやりたかった女優と語っており、ボナム＝カーターについて「非常に音域の広い方で、すごく高い子供みたいな声から、地を這うような低音まで出される」と分析しつつ、その遊びがとてもあると述べている。
朴璐美
『アリス・イン・ワンダーランド』（劇場公開版）の赤の女王役で初担当。以降、高乃の次に多く吹き替えている。
このほかにも、勝生真沙子、日野由利加、佐々木優子、深見梨加、山像かおり、児玉孝子（現：兒玉彩伽）なども複数回、声を当てている。